# Chorangala
Chorangala fou un estat tributari protegit a la regió de Gujarat, presidència de Bombai, format per 65 pobles amb una superfície de 64 km² i una població de 2.045 habitants (1896). L'estat incloïa entre 7 i 10 jagirs feudataris.
La dinastia governant eren rajputs chauhans del clan Kichi; el primer sobirà va conquerir Pavagadh el 1405 derrotant a un cap bhil que servia a un rajput tuvar que governava la regió. El 1418 Trambak Bhupji es va proclamar sobirà amb seu a Champaner i va lluitar per tres vegades contra Ahmed Shah d'Ahmedabad al que va derrotar en totes les ocasions. La guerra va seguir amb el seu successor Gangrajeshwarji i Ahmad Shah va morir en un combat. Jaisinghdevji fou el darrer sobirà de Champaner, va morir combatent als gujaratis junt amb el seu fill Raisinghji (1484). Prithvirajsinghji I, net de Jaisinghdevji i fill de Raisinghji, es va apoderar d'Hampf (Chhota Udaipur) i va repartir el regne en dues parts, governant 700 pobles al sud i deixant uns 500 pobles al nord pel seu germà (també net de Jaisinghdevji i fill de Raisinghji) Rajkumar Dungarsinghji I, que així va esdevenir el primer raja de Baria, del nom d'un cap bhil conegut com a Devgadh Baria.
Quan Raj Rajeshwar Shreeman Thakor Saheb Maharawal Udaysinghji Tranbakji que va pujar al tron de Chhota Udaipur al segle XVIII va renunicar a la corona en favor d'un germà i va conservar per ell mateix deu jagirs que van conformar el principat de Chorangala el 1743 (va conservar el títol de Maharawal hereditari).

## Llista de governants

### Maharajas de Champaner i Chhota Udaipur
- Maharaj Palansinghji I
- Maharaj Jeetkaran
- Maharaj Kumarpal
- Maharaj Veer Dhaval
- Maharaj Savrajsinghji
- Maharaj Raghavdevji
- Maharaj Trambak Bhupji vers 1418-1441
- Maharaj Gangrajeshwarji 1441-1470
- Maharaj Jaisinghdevji (Patai Rawal) 1470-1484
- Maharaj Raisinghji (fill) 1484
- Maharaj Prithvirajsinghji I segle XVI
- Maharaj Bastarsinghji segle XVI
- Maharaj Lagdhirsinghji I segle XVII
- Maharaj Raisingji II Lagdhirsinghji vers 1650
- Maharaj Trambakji (net) segle XVIII

### Maharawals jagirdars de Chorangala
- Raj Rajeshwar Shreeman Thakor Saheb Maharawal Udaysinghji Trambakji 1743-?
- Raj Rajeshwar Shreeman Thakor Saheb Maharawal Lagdhirsinghji II Udaysinghji
- Raj Rajeshwar Shreeman Thakor Saheb Maharawal Pruthvirajsinghji III Lagdhirsinghji
- Raj Rajeshwar Shreeman Thakor Saheb Maharawal Himmatsinghji Pruthvirajsinghji
- Raj Rajeshwar Shreeman Thakor Saheb Maharawal Badharsinghji Himmatsinghji
- Raj Rajeshwar Shreeman Thakor Saheb Maharawal Bhavanisinghji Badharsinghji
- Raj Rajeshwar Shreeman Thakor Saheb Maharawal Harisinghji Bhavanisinghji
- Raj Rajeshwar Shreeman Thakor Saheb Maharawal Ramsinghji Harisinghji
- Raj Rajeshwar Shreeman Thakor Saheb Maharawal Chatrasinghji Ramsinghji
- Raj Rajeshwar Shreeman Thakor Saheb Maharawal Swaroopsinghji Chatrasinghji
- Raj Rajeshwar Shreeman Thakor Saheb Maharawal Lawendrasinghji Swaroopsinghji
- Raj Rajeshwar Shreeman Thakor Saheb Maharawal Hardeepsinghji Lawendrasinghji